# Phonak Hearing Systems
A equipa Phonak em Paris na etapa final do Tour de France de 2006

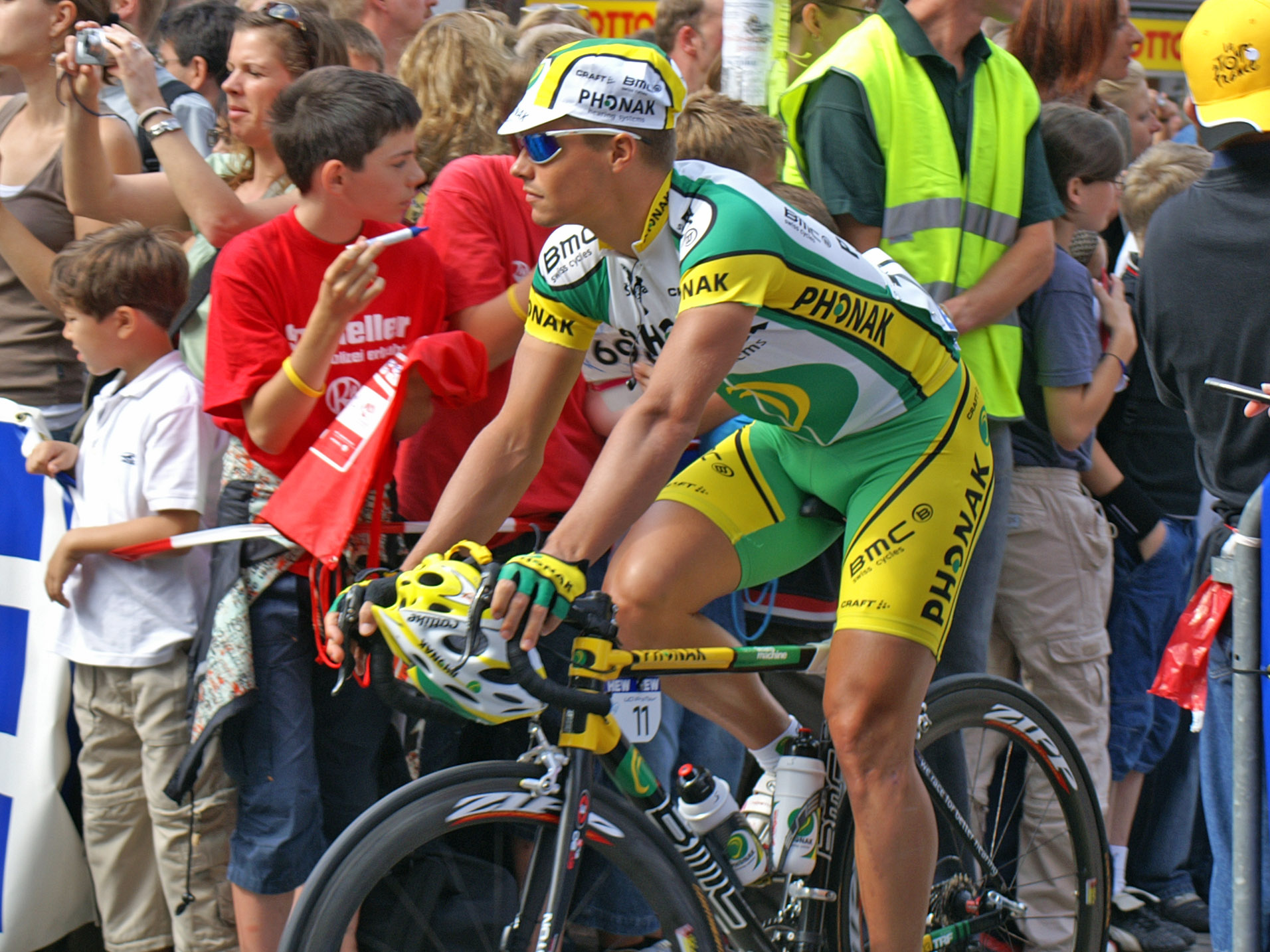
Aurélien Clerc com o maillot da equipa

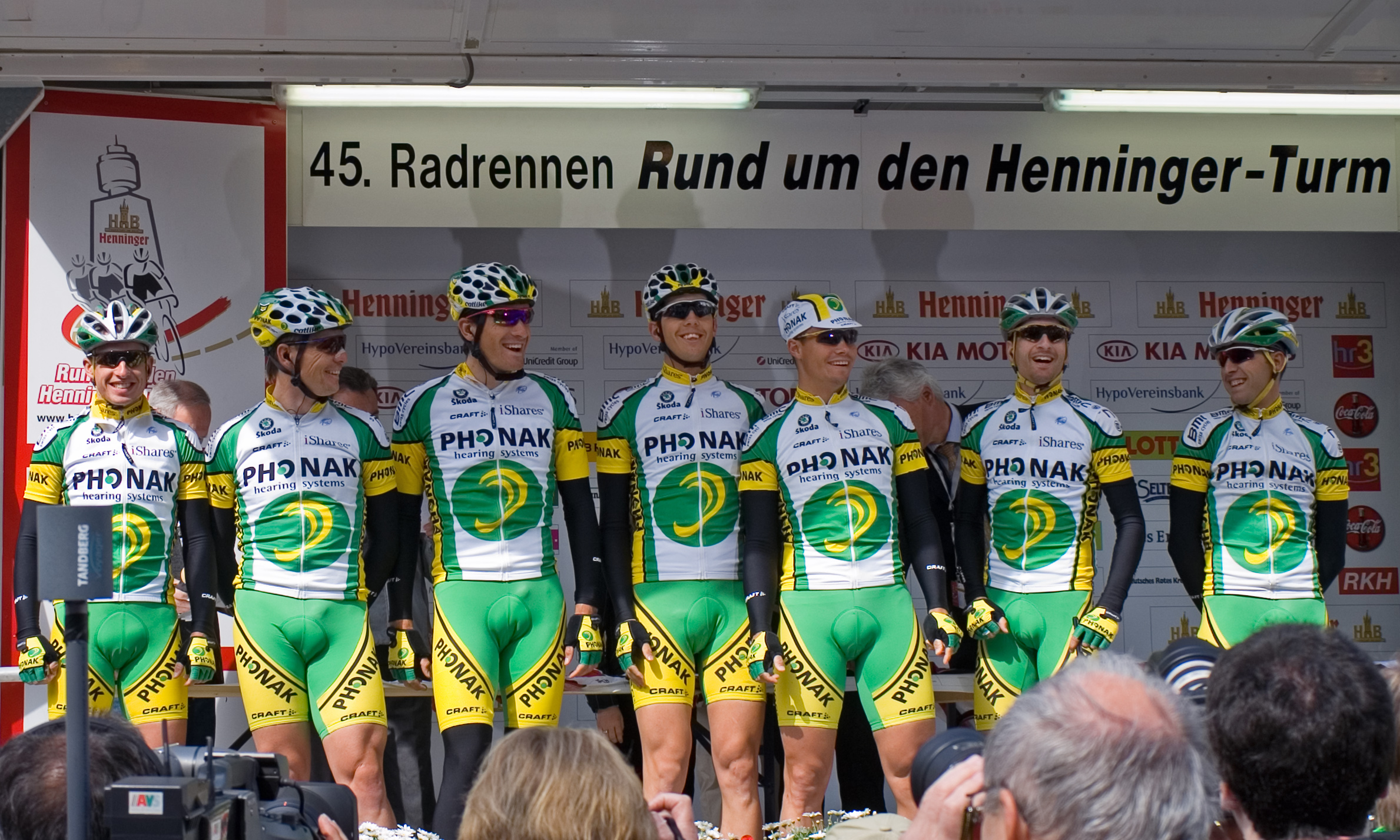
A equipa Phonak

A Phonak Hearing Systems (conhecido simplesmente como Phonak) foi uma equipa ciclista profissional da Suíça. Participou no UCI ProTour e tomou parte também em algumas carreiras dos Circuitos Continentais. O seu patrocinador principal era a empresa Phonak Hearing Systems. Pelass suas fileiras passaram ciclistas como Óscar Pereiro, Tyler Hamilton, Floyd Landis, Santi Pérez, Santiago Botero ou Víctor Hugo Peña.
A equipa tinha como director ao espanhol Álvaro Pino.

## História
A equipa fundou-se em 2000. Phonak foi recusada para participar no UCI ProTour baixo a decisão da UCI, mas o tribunal arbitral de desporto ordenou que a equipa suíça participasse.

### Escândalos de dopagem
A equipa sofreu numerosos escândalos de dopagem, que à posteriori ocasionaram o abandono do patrocinador principal e o desaparecimento da equipa. Em 2004, Tyler Hamilton (chefe de fileiras no Tour de France) deu positivo por transfusão sanguínea e Santi Pérez (quem tinha tido uma destacada actuação na Volta a Espanha) deu também positivo. Estes casos de dopagem puseram em risco a continuidade do patrocinador principal, que não obstante decidiu seguir. No entanto, o positivo por testosterona exógena de Floyd Landis no Tour de France de 2006 (depois de ter subido ao pódio final nos Campos Elíseos de Paris como ganhador da geral) originou o desaparecimento da equipa.

## Corredor melhor classificado nas Grandes Voltas
| Ano  | Giro d'Italia              | Tour de France     | Volta a Espanha      |
| ---- | -------------------------- | ------------------ | -------------------- |
| 2000 | -                          | -                  | -                    |
| 2001 | -                          | -                  | -                    |
| 2002 | 11.º Óscar Pereiro         | -                  | 30.º Óscar Pereiro   |
| 2003 | -                          | -                  | 17.º Óscar Pereiro   |
| 2004 | 9.º Tadej Valjavec         | 10.º Óscar Pereiro | 2.º Santi Pérez      |
| 2005 | 15.º Tadej Valjavec        | 9.º Floyd Landis   | 25.º Óscar Pereiro   |
| 2006 | 2.º José Enrique Gutiérrez | 29.º Axel Merckx   | 73.º Florian Stalder |

## Palmarés destacado

### Grandes Voltas
- Tour de France
  - 2005: 1 etapa Óscar Pereiro
- Giro d'Italia
  - 2002: 1 etapa Juan Carlos Domínguez
- Volta a Espanha
  - 2004: 3 etapas Santi Pérez

### Outras carreiras
- Volta à Romandia: 2004 (Tyler Hamilton)
- Paris-Nice: 2006 (Floyd Landis)

## Principais corredores
Para anos anteriores, veja-se Elencos da Phonak Hearing Systems
| - Daniele Bennati (2004) - Santiago Botero (2005-2006) - Oscar Camenzind (2002-2004) - Cyril Dessel (2003-2004) - Juan Carlos Domínguez (2002-2003) - Martin Elmiger (2002-2006) - Santos González (2004-2005) - José Enrique Gutiérrez (2004-2006) - Tyler Hamilton (2004) - Robert Hunter (2005-2006) - Floyd Landis (2005-2006) | - Jean Nuttli (2001) - Miguel Ángel Martín Perdiguero (2005-2006) - Axel Merckx (2006) - Alexandre Moos (2001-2006) - Víctor Hugo Peña (2005-2006) - Óscar Pereiro (2001-2005) - Santi Pérez (2003-2004) - Oscar Sevilla (2004) - Tadej Valjavec (2004-2005) - Alex Zülle (2003-2004) |

## Classificações UCI
| Ano  | Pos.        | Melhor ciclista individual |
| ---- | ----------- | -------------------------- |
| 2000 | 19.º (GSII) | Matthias Buxhofer (250.º)  |
| 2001 | 16.º (GSII) | Bert Grabsch (199.º)       |
| 2002 | 20.º        | Oscar Camenzind (51.º)     |
| 2003 | 17.º        | Óscar Pereiro (63.º)       |
| 2004 | 8.º         | Tyler Hamilton (21.º)      |

Em 2005, com o aparecimento do UCI ProTour, foi incluída entre as vinte equipas que faziam parte do circuito. A tabela mostra a posição final da equipa no circuito, bem como a posição de seu melhor corredor individual.
| Ano  | Pos. | Melhor ciclista individual    |
| ---- | ---- | ----------------------------- |
| 2005 | 2.º  | Santiago Botero (19.º)        |
| 2006 | 7.º  | José Enrique Gutiérrez (35.º) |